# Europese weg 714

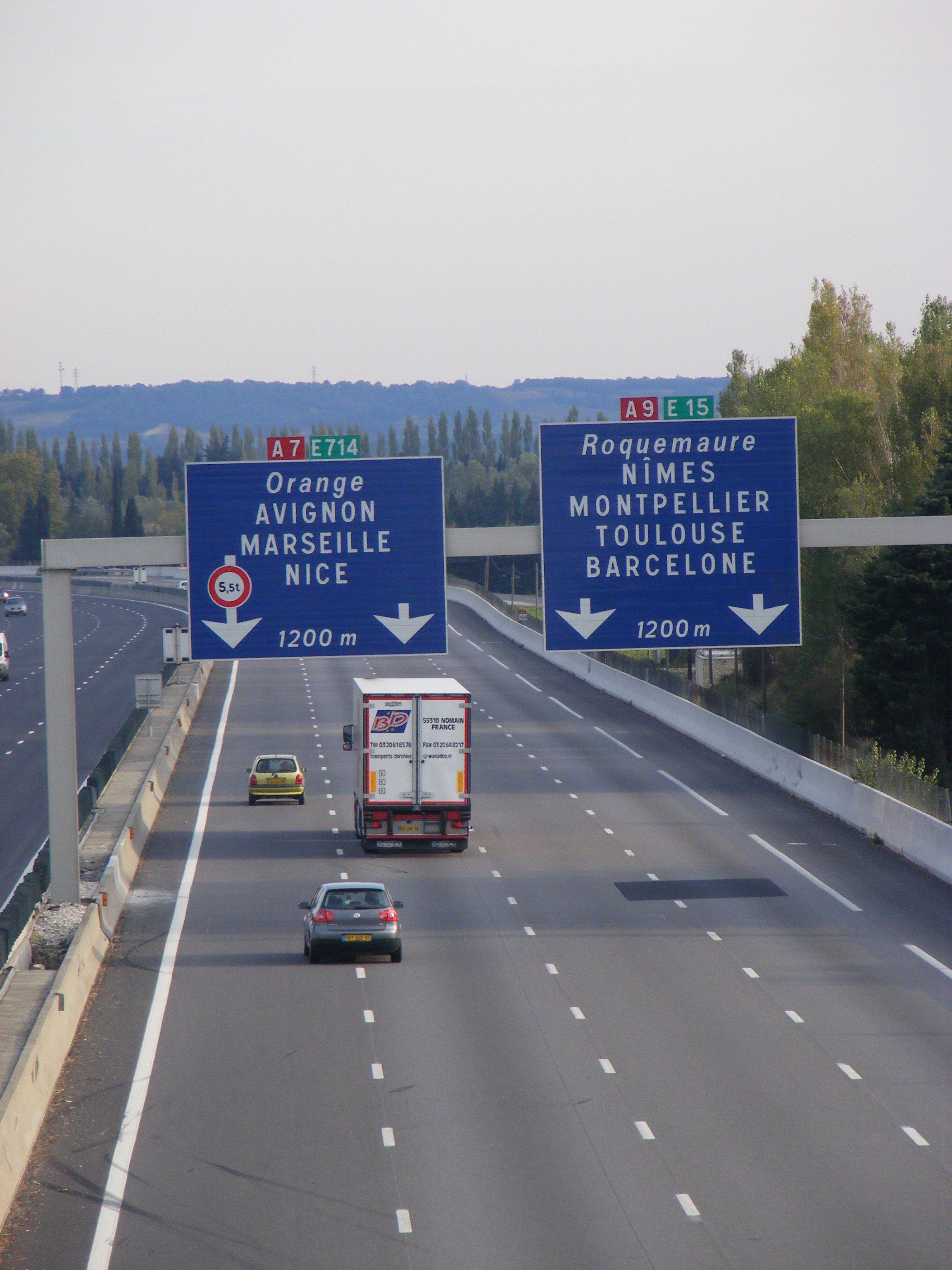
De E714

De Europese Weg 714 of E714 is een Europese weg die loopt van Orange in Frankrijk naar Marseille in Frankrijk.

## Algemeen
De Europese weg 714 is een Klasse B-verbindingsweg en verbindt het Franse Orange met het Franse Marseille en komt hiermee op een afstand van ongeveer 80 kilometer. De route is door de UNECE als volgt vastgelegd: Orange - Marseille